# 恵那市立恵那中学校
恵那市立恵那中学校（えなしりつ　えなちゅうがっこう）は、かつて岐阜県恵那市に存在した公立中学校。

## 概要
- 校区は恵那市の大井地区（旧・恵那郡大井町）と長島地区（旧・恵那郡長島町）であった。
- 1957年、恵那市の中学校再編により廃校。校区は分割され、校区の東部（阿木川以東）と東野中学校校区で恵那東中学校、校区の西部（阿木川以西）で恵那西中学校が新設された。
- 校地校舎は恵那東中学校に転用された。

## 沿革
当初は恵那郡の3ヶ町村（大井町・長島町・東野村）で学校組合立の中学校の設置を岐阜県から指示されていたが、東野村が単独で中学校（東野村立東野中学校）を設置することとなり、白紙となった。このため、大井町と長島町は一旦単独の中学校を設置し、その後2町で学校組合立の中学校を設置することとなった。
- 1947年（昭和22年）4月 -
  - 恵那郡大井町に大井町立大井中学校が開校。大井小学校との併設校。
  - 恵那郡長島町に長島町立長島中学校が開校。長島小学校との併設校。久棲小学校に併設して久棲分校を設置。
- 1948年（昭和23年）
  - 8月 - 大井町と長島町で学校組合を設立。
  - 9月 - 大井中学校と長島中学校を統合し、大井町長島町学校組合立恵那中学校として開校。校舎は旧・恵那高等実科女学校の校舎を使用。教室不足のため、長島小学校の校舎の一部を分教室として使用。長島中学校久棲分校は恵那中学校久棲分校となる。
- 1950年（昭和25年）9月 - 新校舎が完成。長島小学校の分教室及び久棲分校を廃止。
- 1954年（昭和29年）4月1日 - 恵那郡大井町、長島町、東野村、三郷村、武並村、笠置村、中野方村、飯地村が合併し、恵那市が発足。同時に恵那市立恵那中学校に改称する。
- 1957年（昭和32年）3月 - 廃校。